# Das Ende ist mein Anfang
Das Ende ist mein Anfang ist ursprünglich der Titel für ein Interview in Buchform von Folco Terzani mit seinem Vater Tiziano. Darauf basiert der gleichnamige Film, der die letzten Tage im Leben des italienischen Journalisten und Schriftstellers Tiziano Terzani (1938–2004; im Film gespielt von Bruno Ganz) darstellt. Den Hauptinhalt bilden dabei die Gespräche zwischen ihm und seinem Sohn Folco über das Leben und die Erlebnisse des Journalisten an verschiedenen Orten der Welt, vorwiegend im asiatischen Raum. Der Journalist reflektiert, teils in ungewöhnlich humorvoller Form, seine Erkenntnisse über das Leben und Sterben, insbesondere über seinen bevorstehenden Tod aufgrund einer Krebserkrankung. Der Sohn nimmt diese Gespräche in den letzten drei Lebensmonaten seines Vaters auf, woraus später zunächst das Buch entsteht. Beim Film arbeiteten wiederum der Produzent Ulrich Limmer und der Regisseur Jo Baier eng mit der Familie Terzanis und besonders mit dem Sohn Folco Terzani zusammen, da es den Beteiligten um ein hohes Maß an Authentizität ging.